# حارة الكولة (صنعاء)
الكولة هي إحدى حارات حي سدس احداق بمدينة الروضة شمال العاصمة اليمنية "صنعاء"، بلغ تعداد سكانها 1090 نسمة حسب تعداد اليمن لعام 2004.